# 585
585 (DLXXXV) var ett normalår som började en måndag i den julianska kalendern.

## Händelser

### Okänt datum
- Suebikungariket på den iberiska halvön erövras av visigoterna under kung Leovigild.
- Hussa efterträder sin bror Frithuwald som kung av Bernicia (traditionellt datum).
- Creoda blir kung av Mercia.
- Hungersnöd drabbar Gallien.
- Kejsar Yōmei bestiger Japans tron.
- I Kina efterträder kejsar Xiaojing kejsar Xiaoming som härskare av Nan Liang-dynastin.

## Födda
- Theodebert II, frankisk kung av Austrasien 596–612
- Du Ruhui, kinesisk kansler av Tangdynastin (d. 630)
- Yang Jian
- Yuchi Jingde

## Avlidna
- Kejsar Bidatsu av Japan
- Kejsar Ming av Västra Liangdynastin
- Frithuwald, kung av Bernicia (traditionellt datum)
- Johannes av Efesos, syrisk monofysitisk ledare (förmodat datum)